# Highgate, Vermont
Highgate är en kommun (town) i Franklin County i delstaten Vermont, USA. Vid folkräkningen år 2000 bodde 3 397 personer på orten. Den har enligt United States Census Bureau en area på totalt 155,1 km², varav 22,6 km² är vatten. 